# Gimnastyka na Letnich Igrzyskach Olimpijskich 1908 – system szwedzki drużynowo mężczyzn

System szwedzki drużynowo mężczyzn był jedną z konkurencji gimnastycznych na Letnich Igrzyskach Olimpijskich 1908 w Londynie odbyła się w dniach 14-16 lipca 1908. Uczestniczyło 254 zawodników z 8 krajów.
W każdej drużynie występowało od 16 do 40 zawodników. Każdy pokaz mógł trwać do 30 minut. Maksymalna liczba punktów do zdobycia wynosiła 480.

## Wyniki
| Miejsce | Państwo            | Wynik |
| ------- | ------------------ | ----- |
| 1       | Szwecja            | 438   |
| 2       | Norwegia           | 425   |
| 3       | Wlk. Ks. Finlandii | 405   |
| 4       | Dania              | 378   |
| 5       | Francja            | 319   |
| 6       | Włochy             | 316   |
| 7       | Holandia           | 297   |
| 8       | Wielka Brytania    | 196   |

## Składy drużyn

### Szwecja
| - Gösta Åsbrink - Carl Bertilsson - Hjalmar Cedercrona - Andreas Cervin - Rudolf Degermark - Carl Folcker - Sven Forssman - Erik Granfelt - Carl Hårleman - Nils Hellsten | - Gunnar Höjer - Arvid Holmberg - Carl Holmberg - Oswald Holmberg - Hugo Jahnke - Johan Jarlén - Gustaf Johnsson (później Weidel) - Rolf Johnsson - Nils von Kantzow - Sven Landberg | - Olle Lanner - Axel Ljung - Osvald Moberg - Carl Martin Norberg - Erik Norberg - Tor Norberg - Axel Norling - Daniel Norling - Gösta Olson - Leonard Peterson | - Sven Rosén - Gustaf Rosenquist - Axel Sjöblom - Birger Sörvik - Haakon Sörvik - Karl-Johan Svensson - Karl-Gustaf Vingqvist - Nils Widforss |

### Norwegia
| - Arthur Amundsen - Carl Albert Andersen - Otto Authén - Herman Bohne - Trygve Bøyesen - Oskar Bye - Conrad Carlsrud - Sverre Grøner - Harald Halvorsen - Harald Hansen | - Petter Hol - Eugen Ingebretsen - Ole Iversen - Per Mathias Jespersen - Sigge Johannessen - Nicolai Kiær - Carl Klæth - Thor Larsen - Rolf Lefdahl - Hans Lem | - Anders Moen - Frithjof Olsen - Carl Alfred Pedersen - Paul Pedersen - Sigvard Sivertsen - John Skrataas - Harald Smedvik - Andreas Strand - Olaf Syvertsen - Thomas Thorstensen |

### Finlandia
| - Eino Forsström - Otto Granström - Johan Kemp - Iivari Kyykoski - Heikki Lehmusto - John Lindroth - Yrjö Linko - Edvard Linna - Matti Markkanen - Kaarlo Mikkolainen | - Veli Nieminen - Kaarlo Kustaa Paasia - Arvi Pohjanpää - Aarne Pohjonen - Eino Railio - Heikki Riipinen - Arno Saarinen - Einar Werner Sahlstein - Aarne Salovaara - Torsten Sandelin | - Elis Sipilä - Viktor Smeds - Kaarlo Soinio - Kurt Enoch Stenberg - Väinö Tiiri - Karl Magnus Wegelius |

### Dania
| - Carl Andersen - Hans Bredmose - Jens Chievitz - Arvor Hansen - Christian Hansen - Ingvardt Hansen - Einar Hermann - Knud Holm - Poul Holm - Oluf Husted-Nielsen | - Charles Jensen - Gorm Jensen - Hendrik Johansen - Harald Klem - Robert Madsen - Vigo Madsen - Lukas Nielsen - Oluf Olsson - Niels Petersen - Nicolai Philipsen | - Hendrik Rasmussen - Viktor Rasmussen - Marius Thuesen - Niels Turin Nielsen |

### Francja
| - Léon Bogart - Albert Borizée - Nicolas Constant - Charles Courtois - Henri Debreyne - Louis Delattre - Alfred Delescluse - Louis Delecluse - Georges Demarle - Joseph Derou | - Camille Desmarcheliers - Charles Desmarcheliers - Étienne Dharaney - Gérard Donnet - Émile Duhamel - Albert Duponchelle - Paul Durin - Alphonse Eggremont - G. Guiot - Léon Hennebicque | - Henri Hubert - Daniel Hudels - Edmond Labitte - Louis Léstienne - Raimond Lis - Victor Magnier - Georges Nys - Joseph Parent - Louis Pappe - Victor Polidori | - Gustave Pottier - Antoine Pinoy - Louis Sandray - Émile Schmoll - Edouard Steffe - Émile Vercruysse - Hugo Vergin - Ernest Vicogne - Jules Walmée - Gustave Warlouzet |

### Włochy
| - Alfredo Accorsi - Nemo Agodi - Umberto Agharini - Adriano Andreani - Vincenzo Blo - Flaminio Bottoni - Bruto Buozzi - Giovanni Bonati - Pietro Borsetti - Adamo Bozzani | - Gastone Calabresi - Carlo Celada - Tito Collevati - Antonio Cotichini - Guido Cristofori - Stanislao Di Chiara - Giovanni Gasperini - Amedeo Marchi - Carlo Marchiandi - Ettore Massari | - Roberto Nardini - Gaetano Preti - Decio Pavarri - Gino Ravenna - Massimo Ridolfi - Gustavo Taddia - Gianetto Termanini - Ugo Savanuzzi - Gioacchino Vaccari |

### Holandia
| - Cornelus Becker - Michel Biet - Reinier Blom - Jan de Boer - Jan Bolt - Emanuel Brouwer - Constantijn van Daalen - Johann Flemer - Johannes Göckel - Isidore Goudeket | - Dirk Janssen - Jan Jacob Kieft - Salomon Konijn - Herman van Leeuwen - Abraham Mok - Abraham de Oliviera - Johannes Posthumus - Johan Schmitt - Jonas Slier - Johannes Stikkelman | - Hendricus Thijsen - Gerardus Wesling |

### Wielka Brytania
| - Percy Baker - William Barrell - Robert Bonney - Henry Cattley - Mellor Clay - Edward Clough - James Cotterell - William Cowhig - George Cullen - Frank Denb | - Herbert Drury - W. Fitt - Harry Gill - Arthur Harley - Albert Hawkins - William Hoare - J. A. Horridge - Henry Huskinson - J. W. Jones - Edward Justice | - Robert Laycock - W. Manning - Robert McGaw - John McPhail - W. G. Merrifield - Charles Oldaker - Tom Parkin - G. Parrott - E. Parsons - Edward Richardson | - Irven Robertshaw - George Ross - David Scott - J. F. Simpson - Walter Skeeles - Joshua Speight - Herbert Stell - Charles Sederman - Norman Tatham - William Titt | - Charles Vigurs - Enos Walton - H. Waterman - Edgar Watkins - John Whitaker - F. Whitehead |